# Tautome
Tautome (đồng phân hỗ biến) là các hợp chất hữu cơ có thể hoán chuyển lẫn nhau bằng phản ứng hóa học gọi là tautome hóa. Như thông thường hay bắt gặp, phản ứng này tạo ra trong sự di chuyển chính thức của nguyên tử hiđrô hay proton, được kèm theo là sự thay đổi của liên kết đơn và liên kết đôi cận kề. Trong các dung dịch mà hiện tượng tautome hóa là có thể xảy ra thì cân bằng hóa học của các tautome sẽ đạt được. Tỷ lệ chính xác của các tautome phụ thuộc vào một số yếu tố, bao gồm nhiệt độ, dung môi và pH. Khái niệm các tautome là các chất có thể hoán chuyển lẫn nhau bằng các tautome hóa và thường tồn tại trong một cân bằng động  được gọi là hiện tượng tautome. HIện tượng tautome là trường hợp đặc biệt của hiện tượng đồng phân cấu trúc và có thể đóng một vai trò quan trọng trong quá trình bắt cặp base không kinh điển trong các phân tử ADN và đặc biệt là ARN.
Các quá trình tautome hóa được xúc tác bằng:
- base (1. Khử proton; 2. Hình thành anion phi cục bộ (chẳng hạn enol); 3. Proton hóa tại vị trí khác của anion).
- Axít (1. Proton hóa; 2. Hình thành cation phi cục bộ; 3. Khử proton tại vị trí khác gần kề với cation).

Các cặp tautome phổ biến là:
- Keton - Enol, chẳng hạn axeton (xem: Tautome keto-enol).
- Amit – Axít imidic, chẳng hạn trong các phản ứng thủy phân nitril.
- Lactam - Lactim, hiện tượng tautome amit – axít imidic trong các vòng khác vòng, chẳng hạn trong các nucleobase như guanin, thymin và cytosin.
- Enamin - Imin
- Enamin - Enamin, chẳng hạn trong các phản ứng pyridoxal phosphat xúc tác enzym.

Tautome nguyên mẫu là việc tái định vị proton, giống như trong các ví dụ trên và có thể được coi là một tập con của phản ứng axít-base. Các tautome nguyên mẫu là một tập hợp các trạng thái proton hóa đồng phân với cùng công thức kinh nghiệm và tổng điện tích.
Tautome hình khuyên là một kiểu tautome nguyên mẫu trong đó proton có thể chiếm 2 hay nhiều hơn các vị trí của hệ thống khác vòng. Ví dụ, 1H- và 3H-imidazol; 1H-, 2H- và 4H- 1,2,4-triazol; 1H- và 2H- isoindol.
Tautome vòng-chuỗi xảy ra khi chuyển động của proton được kèm theo sự thay đổi từ cấu trúc hở thành cấu trúc vòng, chẳng hạn như anđehyt và các dạng pyran của glucoza.
Tautome hóa trị được phân biệt với tautome nguyên mẫu, và bao gồm các quá trình với sự tổ chức lại rất nhanh của các điện tử liên kết. Một ví dụ của kiểu tautome này có thể tìm thấy ở bullvalen. Ví dụ khác là các dạng mở và đóng của các hợp chất khác vòng nào đó, như azit - tetrazol. Tautome hóa trị cần phải có sự thay đổi trong cấu trúc hình học của phân tử và không nên nhầm lẫn với cấu trúc cộng hưởng kinh điển hay mesome (trung phân).